# Ronde van Mersin
De Ronde van Mersin is een meerdaagse wielerwedstrijd in de Turkse provincie Mersin die voor het eerst in 2015 werd georganiseerd. De wedstrijd maakt deel uit van de UCI Europe Tour, in de categorie 2.2. De wedstrijd vindt jaarlijks in april plaats.
De eerste editie werd gewonnen door de Oekraïner Oleksandr Polivoda, voor zijn land- en ploeggenoten Vitali Boets en Mychajlo Kononenko.

## Lijst van winnaars

### Overwinningen per land
| Overwinningen | Land                                                                   |
| ------------- | ---------------------------------------------------------------------- |
| 1             | Nederland, Oekraïne, Polen, Rusland, Turkije, Wit-Rusland, Zuid-Afrika |

2005 · 
2006 · 
2007 · 
2008 · 
2009 · 
2010 · 
2011 · 
2012 · 
2013 · 
2014 · 
2015 · 
2016 · 
2017 ·
2018 ·
2019 ·
2020 ·
2021 ·
2022 ·
2023 ·
2024 ·
2025
Belangrijkste etappewedstrijden

Internationaal Wegcriterium · Driedaagse Brugge-De Panne · Ronde van de Alpen · Vierdaagse van Duinkerke · Ronde van Beieren · Ronde van Noorwegen · Ronde van België · Ronde van Luxemburg · Ronde van Oostenrijk · Ronde van Wallonië · Ronde van Burgos · Ronde van Denemarken · Arctic Race of Norway · Ronde van Groot-Brittannië
Belangrijkste eendaagse wedstrijden

Trofeo Laigueglia · GP Lugano · GP Nobili Rubinetterie · Dwars door Vlaanderen · Scheldeprijs · Brabantse Pijl · GP Kanton Aargau · Brussels Cycling Classic · GP Fourmies · Primus Classic Impanis-Van Petegem · Ronde van de Drie Valleien · Milaan-Turijn · Ronde van Piemonte · Ronde van het Münsterland · Ronde van Emilia · Parijs-Tours · GP Bruno Beghelli